# Zoltán Almási
Zoltán Almási (29 de agosto de 1976) es un Gran Maestro Internacional de ajedrez de Hungría.
Almasí empezó a destacar en el mundo del ajedrez cuando sólo tenía 17 años tras ganar al Gran Maestro Artur Yusúpov en 1993 durante el torneo que se celebró en la localidad de Altensteig, en el Distrito de Calw (Alemania). Ha sido en cuatro ocasiones campeón húngaro (1999, 2000, 2003 y 2006). En el Campeonato Mundial de Ajedrez 2004 (FIDE) llegó a la cuarta ronda, donde perdió 2-0 con Rustam Kasimdzhanov, el eventual ganador del campeonato. En 2008 ganó el Torneo de Ajedrez Reggio Emilia en Italia con una puntuación de 5,5/8. En  2022, Almasí tenía una puntuación ELO de 2677.